# Anchawadi
Anchawadi is een gemeente (commune) in de regio Gao in Mali. De gemeente telt 20.500 inwoners (2009).